# Cirrhaea
Cirrhaea é um género botânico pertencente à família das orquídeas (Orchidaceae). Foi proposto por John Lindley em Edwards's Botanical Register 18: sub t. 1538, em 1832. A Cirrhaea dependens (Lodd.) Loudon, originalmente descrita como Cymbidium dependens Lodd, é a espécie tipo deste gênero. Seu nome vem do latim cirrus, que significa apêndice filiforme, é uma referência ao rostelo de suas flores que é prolongado em forma tendão. São plantas fáceis de cultivar, cujas flores são muito interessantes, algumas vezes perfumadas, e duram cerca de uma semana.

## Distribuição
Agrupa sete espécies epífitas, de crescimento cespitoso, cujas flores não ressupinam, todas existentes no leste, sudeste ou sul do Brasil, normalmente crescendo à sombra das matas úmidas, até mil metros de altitude.

## Descrição
Como em muitas espécies de Gongora, algumas destas espécies apresentam colorido extraordinariamente variado. Suas espécies podem ser divididas em dois grupos distintos: um de flores carnudas e labelo saquiforme, por exemplo Cirrhaea longiracemosa e Cirrhaea saccata, cuja vegetação parece-se mais com as de Gongora e apresentam inflorescências mais longas; e outro grupo de flores mais delgadas, representado pela Cirrhaea dependens, com vegetação mais parecida com Stanhopea, mas de menor porte, com inflorescência mais curta e menos flores.
Em ambos os casos os pseudobulbos são unifoliados e mais quadrangulares e acuminados, em ocasiões levemente ovóides, inicialmente lisos depois sulcados de forma longitudinal. folhas pecioladas, com nervuras longitudinais bem evidentes. 
florescem abundantemente em longos rácimos floribundos pendentes que brotam das Baínhas que parcialmente recobrem a base dos pseudobulbos. Como a raque da inflorescência é muito flácida as flores movimentam-se com a mais leve brisa, acabando por entrelaçarem-se todas, fato que deu origem aos seus nomes vulgares, mosquitinho ou penca de vespas.
Possuem sépalas livres e estreitas, a dorsal lanceolada e laterais levemente falciformes, um pouco mais curtas que a dorsal e da mesma largura, As pétalas em regra mais coloridas que as sépalas e um pouco menores. O labelo é carnoso e fortemente trilobado como se fosse a ponta de uma seta. Tem ainda a base ungüiculada e seu lobo mediano é dotado na base de um apêndice cilíndrico grande voltado para a coluna. A cor das flores é variável, desde formas inteiramente verdes até outras bem vermelhas. A coluna é ereta, semi terete, algumas vezes clavada, a antera na face anterior de sua extremidade com duas polínias clavadas cerosas.

## Filogenia
Cirrhaea junto com Gongora forma um clado dentro de Stanhopeinae.

## Cultivo
Preferencialmente devemos plantá-las em gaiolas de madeira, e regá-las abundantemente e com frequência. Caso deixemos estas plantas mais próximas do solo, elas também vão se beneficiar da umidade que evapora da terra. Preferem locais mais sombrios e de temperatura morna.

## Lista de espécies
1. Cirrhaea dependens (Lodd.) Loudon (1830) - espécie tipo
2. Cirrhaea fuscolutea  Lindl. (1833)
3. Cirrhaea loddigesii  Lindl. (1832)
4. Cirrhaea longiracemosa  Hoehne (1933)
5. Cirrhaea nasuta  Brade (1949)
6. Cirrhaea seidelii  Pabst (1972)
7. Cirrhaea silvana  V.P. Castro & Campacci (1990)